# Raymond Offroy
Raymond Offroy est un diplomate et homme politique français né le 3 mai 1909 à Paris 8e et mort le 23 juillet 2003 à Nice.
Il est député de la neuvième circonscription de la Seine-Maritime (de l'époque) du 3 avril 1967 au 3 avril 1978.

## Biographie
Raymond Offroy rencontra le général de Gaulle en 1941 au Caire, et devint l'un de ses fidèles, se revendiquant gaulliste de gauche.
Il est nommé par décret secrétaire adjoint du Comité français de libération nationale le 15 juin 1943.
De 1944 à 1948, il est responsable du service de presse de l'Association de la presse diplomatique. Il est nommé un temps consul général à Milan. Il a travaillé ensuite au Nigeria, avant d'être expulsé du pays à la suite des protestations de Lagos contre le troisième essai nucléaire français, Gerboise rouge, en 1960. Il est ensuite nommé par le général de Gaulle au poste d'ambassadeur à Mexico, en 1962. Offroy organise ainsi la venue à Paris du président Adolfo López Mateos.
En 1968, il signe une tribune favorable à l'introduction de la publicité à l'ORTF, reprenant la proposition du Premier ministre Georges Pompidou,.
Raymond Offroy a aussi été député UDR pour la neuvième circonscription de la Seine-Maritime (Dieppe-Eu-Le Tréport) de 1967 à 1978. Il avait été élu une première fois lors des élections législatives de 1967 avec le soutien du conseil municipal et du maire de Dieppe, Jean Tournier, évinçant alors de son siège le député SFIO sortant, Louis Boisson. Réélu lors des élections législatives anticipées de 1968, il avait également gagné celles de 1973 contre Irénée Bourgois (maire PCF de Dieppe depuis 1971).
En 1974 Raymond Offroy fonde l’Association parlementaire pour la coopération euro-arabe (l’APCEA) avec Christopher Mayhew, député anglais travailliste, et Robert Swann, directeur du Arab-Non Arab Friendship Fund (Fond de l’Amitié Arabe-Non arabe). Cette association va être essentielle dans la promotion de ce qui va devenir la politique euro-méditerranéenne ouverte à l'influence arabe en Europe.
En mars 1978, Irénée Bourgois prenait sa revanche contre Raymond Offroy en étant élu député de la 9e circonscription de la Seine-Maritime. Son élection fut cependant contestée devant le Conseil constitutionnel par Raymond Offroy, celui-ci ayant fait état de pressions exercées sur les électeurs de Dieppe par les maires de Dieppe et de Neuville-lès-Dieppe. Ces pressions, également dénoncées par les élus socialistes des deux localités, furent jugées difficilement appréciables par le juge constitutionnel pour estimer de leur influence sur le comportement des électeurs.
En 1990, le 18e congrès de l'association France-URSS élit Raymond Offroy, avec vingt-quatre autres personnalités, à la coprésidence nationale de l’association.
Il épouse Francesca de Scaffa (1930-1994), actrice d'Hollywood qui en 1957 est réputée maîtresse source des affaires croustillantes pour une presse à scandale.